# Barebacking
Il bareback, che in inglese vuol dire letteralmente "cavalcare a pelo", cioè senza la sella per proteggersi, indica la pratica di rapporti sessuali senza protezioni, soprattutto quelli anali.
Rappresenta anche un'ideologia, molto diffusa negli Stati Uniti, in Francia e Germania, che rivendica apertamente questa forma di pratica sessuale e condanna il sesso sicuro. Le persone che si dedicano al barebacking sono chiamate barebacker.
Questa pratica è nata nella comunità statunitense e poco a poco si è diffusa anche in Europa, causando varie polemiche perché può rendere più facile la diffusione delle malattie trasmesse con il sesso.
In Francia ci sono persone famose che affermano pubblicamente di praticare il barebacking, come lo scrittore Guillaume Dustan, Scott O'Hara ed Erik Rémès, autore del libro Serial fucker, diario di un barebacker.

## Aspetti del fenomeno
Barebacking non è soltanto sesso senza protezioni: esso indica anche un atteggiamento volontario rivendicato da vari omosessuali.

## Reazioni
La pratica del barebacking è criticata dalle associazioni che sostengono la lotta all'AIDS e dalle organizzazioni a favore del sesso sicuro perché lo scambio di eiaculazioni maschili come quelle femminili, nonché la presenza di ferite piccole e molto difficili da vedere, può provocare il contagio di varie malattie trasmesse con il sesso, ma soprattutto perché non esiste la certezza che la persona conosciuta da poco sia in perfetta salute.

## La polemica
I barebacker sono convinti che indossare il preservativo può rovinare la qualità delle loro erezioni e riduce notevolmente le sensazioni di piacere vissute durante l'esperienza sessuale. Le persone contrarie al barebacking affermano che tale pratica è solamente la dimostrazione di edonismo sessuale. I barebacker, di fronte a questi atteggiamenti considerati ostili, spesso rispondono che esiste ancora una concezione della sessualità che assomiglia molto alle affermazioni della Chiesa cattolica.
I detrattori del barebacking affermano che i rischi legati a questo fenomeno aumentano a causa della pubblicità di alcuni siti web che favoriscono l'incontro dei barebacker e di alcuni locali che permettono con troppa facilità di praticare il sesso non protetto.

## Statistiche
Alcuni mezzi d'informazione gay hanno pubblicato una statistica per verificare la diffusione del barebacking attraverso le risposte di un questionario e soprattutto per comprendere se i barebacker sono a conoscenza di tutti i fattori di rischio.